# Přehrada na Rance

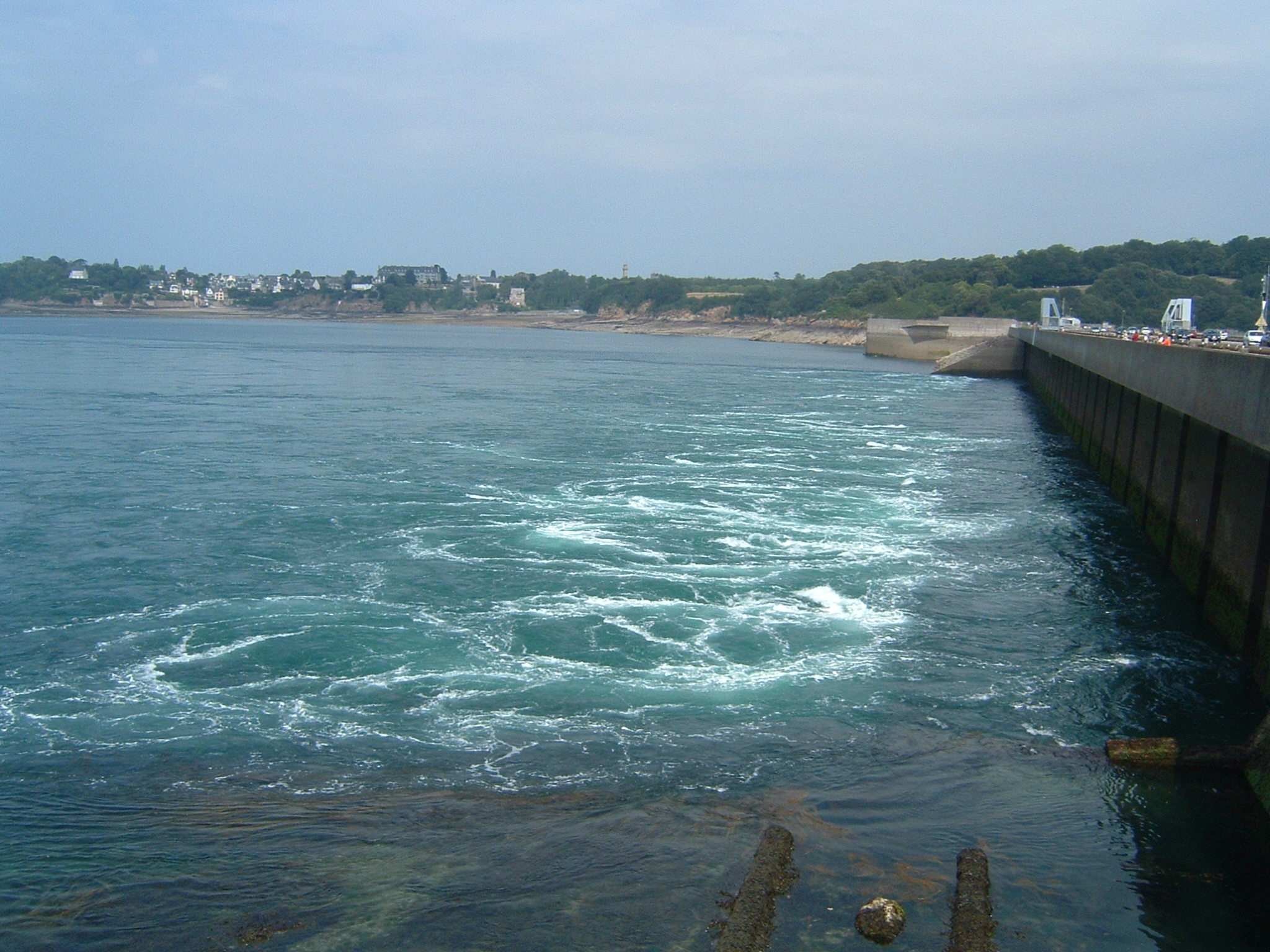
Jiný pohled na přehradu

Přehrada na řece Rance se nachází při jejím ústí do Atlantského oceánu v severozápadní části Francie - na pobřeží Bretaně v departementu Côte d'Armor. V hrázi je vodní elektrárna využívající energie přílivu a odlivu. Jedná se o první takovou přílivovou elektrárnu na světě.

## Využití přílivových sil
Místo, kde je elektrárna postavena, je pravděpodobně jedním z mála na světě kde jsou pro to příznivé přírodní podmínky. Rozdíl mezi úrovní hladiny moře při přílivu a odlivu dosahuje až 13 metrů. Řeka nad přehradou protéká širokým údolím, které umožňuje přechovávat značný objem vody. Elektrickou energii vyrábějí turbíny, podobně jako v běžných vodních elektrárnách, avšak proud vody směřuje střídavě na obě strany. Kromě toho jsou turbíny využívány také pro přečerpávání vody směrem do nádrže. Elektrárnu provozuje společnost Électricité de France (EDF).

## Historie
Myšlenka využití přílivové energie je poměrně stará; v místech s velkými rozdíly hladiny při přílivu a odlivu již dlouho pracovaly přílivové vodní mlýny. První stavba podobné elektrárny v Aber-Wrac'h (Finistère) započala již v roce 1925, z nedostatku prostředků však byla zastavena roku 1930. Její plány posloužily za základ stavby následující.
Myšlenkou postavit přílivovou elektrárnu na řece Rance se začal zabývat v roce 1921 Georges Boisnier. První konkrétní studie její koncepce vypracovala v roce 1943 Výzkumná společnost pro využití přílivu (Société d'étude pour l'utilisation des marées). Práce však byly skutečně zahájeny teprve v roce 1961. Jako poradce byl přizván Louis Arretche, architekt jenž vedl i přestavbu nedalekého města Saint-Malo.
Práce se v prvních dvou letech zaměřily na vytvoření suchého místa v ústí řeky pro založení vlastní stavby. Za tímto účelem byly postaveny podél linie hráze dvě stěny, tvořící uzavřený prostor, z něhož pak byla odčerpána voda. Stavba vlastní přehradní hráze započala 20. července 1963.
Práce trvaly tři roky a byly ukončeny v roce 1966. Dílo uvedl slavnostně do provozu francouzský prezident Charles de Gaulle 26. listopadu 1966. Silnice vedoucí po koruně hráze byla zprovozněna 1. července 1967. Elektrárna pak byla zapojena do rozvodné sítě EDF 4. prosince 1967.
Náklady na výstavbu celého díla činily 620 miliónů franků (tj. asi 740 miliónů eur v cenách roku 2007).

## Popis

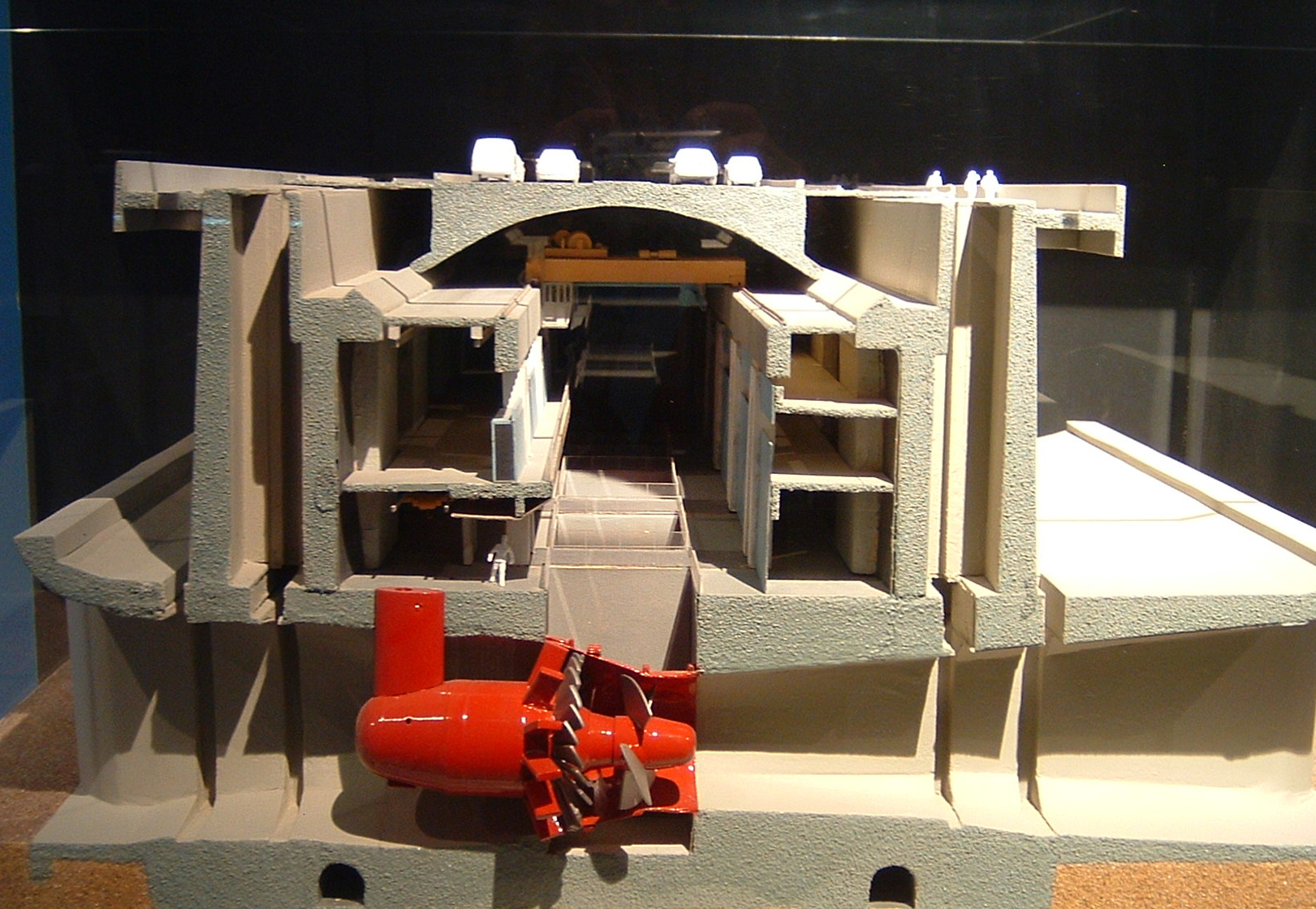
Model přehrady v řezu

Přehradní hráz v délce 750 metrů spojuje východní břeh, jehož se dotýká jižně od měst Dinard a Saint-Malo, se západním; v jeho blízkosti je přerušena zdymadlovou propustí pro menší plavidla. Ta zde mohou proplouvat pod úrovní vozovky, pouze pro lodě s vyšším stěžněm je k dispozici sklápěcí most; při jeho zdvižení se zastavuje provoz na silnici. Část hráze o délce 333 metrů je poblíž dna osazena 24 turbínami..
Dodávaná elektrická energie představovala v roce 2005 necelých 60% elektřiny vyráběné v Bretani; ta však svoji spotřebu pokrývá výrobou pouze z pěti procent.

## Turbínové jednotky
Každá jednotka sestává z Kaplanovy turbíny spojené s alternátorem o výkonu 10 MW. Turbíny využívají jak proud řeky tak i rozdíl hladin v důsledku přílivu a odlivu. Lopatky turbín mají proto nastavitelný sklon a mohou se otáčet na obě strany. Jednotky mohou pracovat v režimu výroby elektrické energie nebo vodu naopak přečerpávat do nádrže.

## Informační centrum
Poblíž západní strany se na hrázi nachází informační centrum EDF pro veřejnost. Je otevřeno denně a nabízí zejména audiovizuální výstavu přibližující historii a funkci přehrady.